# Diyora Keldiyorova
Diyora Keldiyorova, née le 13 juillet 1998 à Samarcande, est une judokate ouzbèke. Elle est championne d'Asie de judo en 2019 et championne olympique en 2024.

## Palmarès
Née en 1998, Diyora Keldiyorova remporte dès 2013 l'une des médailles de bronze dans l'épreuve féminine de judo des moins de 44 kg aux jeux asiatiques de la jeunesse de 2013 qui se déroulent à Nanjing, en Chine.
En 2018, Diyora Keldiyorova participe à l'épreuve féminine des 48 kg aux Jeux asiatiques de Jakarta, en Indonésie. Elle entre dans le repêchage après avoir perdu son deuxième match, contre la Japonaise Ami Kondo, et est ensuite éliminée de la compétition lors de son match contre Jon Yu-sun de la Corée du Nord. Lors de l'Universiade d'été de 2019 à Naples, en Italie, Diyora Keldiyorova remporte l'une des médailles de bronze dans l'épreuve féminine des 52 kg. Lors de l'épreuve féminine des 52 kg aux Jeux mondiaux militaires d'été de 2019 à Wuhan, en Chine, elle a également remporté l'une des médailles de bronze.
En 2019, Diyora Keldiyorova remporte l'une des médailles de bronze dans son épreuve lors des Championnats du monde de judo organisés à Qingdao, en Chine. En 2021, elle participe à l'épreuve féminine des 52 kg lors des Championnats du monde de judo organisés à Doha, au Qatar. Quelques mois plus tard, elle remporte la médaille d'or dans son épreuve lors du Judo Grand Slam Antalya 2021 qui se tient à Antalya, en Turquie, et la médaille d'argent lors des Championnats de judo Asie-Pacifique 2021 qui se sont déroulés à Bishkek, au Kirghizstan. Par contre, elle perd son match pour la médaille de bronze dans l'épreuve féminine des 52 kg lors des Championnats du monde de judo et est battue par Uta Abe dans un combat pour la médaille d'or dans l'épreuve féminine des 52 kg lors des Championnats du monde de judo 2023 qui se déroulent à Doha, au Qatar.
Aux jeux olympiques d'été de 2024 à Paris, elle bat à son tour, au deuxième tour, Uta Abe, grande favorite, puis se qualifie pour la finale en éliminant la Française Amandine Buchard. Elle finit par battre d'un waza-ari la Kosovare Distria Krasniqi sur un beau mouvement d'épaules, devenant ainsi championne olympique.

### Compétitions internationales
| Année | Compétition           | Lieu         | Résultat | Catégorie         |
| ----- | --------------------- | ------------ | -------- | ----------------- |
| 2019  | Championnats d'Asie   | Fujaïrah     | 1re      | Moins de 52 kg    |
| 2021  | Championnats d'Asie   | Bichkek      | 2e       | Moins de 52 kg    |
| 2021  | Championnats du monde | Budapest     | 3e       | Par équipes mixte |
| 2022  | Championnats d'Asie   | Nour-Soultan | 1re      | Moins de 52 kg    |
| 2023  | Championnats du monde | Doha         | 2e       | Moins de 52 kg    |
| 2023  | Jeux asiatiques       | Hangzhou     | 1re      | Moins de 52 kg    |
| 2023  | Jeux asiatiques       | Hangzhou     | 2e       | Par équipes mixte |
| 2024  | Championnats d'Asie   | Hong Kong    | 3e       | Moins de 52 kg    |
| 2024  | Championnats du monde | Abou Dabi    | 2e       | Moins de 52 kg    |
| 2024  | Jeux olympiques       | Paris        | 1re      | Moins de 52 kg    |

### Masters mondial, Tournois Grand Chelem et Grand Prix
| Année | Compétition     | Lieu        | Résultat | Catégorie      |
| ----- | --------------- | ----------- | -------- | -------------- |
| 2016  | Grand Prix      | Tachkent    | 2e       | Moins de 52 kg |
| 2019  | Masters mondial | Qingdao     | 3e       | Moins de 52 kg |
| 2021  | Grand Chelem    | Antalya     | 1re      | Moins de 52 kg |
| 2022  | Grand Chelem    | Antalya     | 2e       | Moins de 52 kg |
| 2022  | Grand Chelem    | Oulan-Bator | 1re      | Moins de 52 kg |
| 2022  | Grand Chelem    | Abou Dabi   | 2e       | Moins de 52 kg |
| 2022  | Grand Chelem    | Bakou       | 1re      | Moins de 52 kg |
| 2023  | Grand Chelem    | Tbilissi    | 1re      | Moins de 52 kg |
| 2023  | Grand Chelem    | Oulan-Bator | 3e       | Moins de 52 kg |
| 2023  | Masters mondial | Budapest    | 3e       | Moins de 52 kg |
| 2024  | Grand Prix      | Odivelas    | 1re      | Moins de 52 kg |
| 2024  | Grand Chelem    | Bakou       | 1re      | Moins de 52 kg |